# Klein landvorkje
Klein landvorkje (Riccia sorocarpa) is een thalleus levermos behorend tot de watervorkjesmosfamilie (Ricciaceae). Het komt voor op lemig of fijn zand. Riccia sorocarpa is goed te herkennen aan de bleekgroene rozetten waarvan de thalluslobben minder dan driemaal zo breed zijn als hoog. Bovendien hebben de lobben een diepe scherp afgetekende V-vormige groef. Het is een vooral een zuidelijke soort, maar is tevens de enige Riccia die in arctische gebieden voorkomt.

## Kenmerken
Klein landvorkje is eenjarig, thalleus levermos dat meestal in volledige rozetten groeit met een diameter van 0,5 tot 2 centimeter. De thalli zijn blauwgroen tot groen van kleur. De thalluslobben vertakken 2 tot 3 keer dichotoom en zijn in dwarsdoorsnede 2 tot 3 keer zo breed als hoog. Een kenmerkend kenmerk is de diepe, duidelijk ingesneden V-vormige groef aan de bovenzijde. De epidermis bestaat uit twee rijen cellen, waarbij de bovenste rij bestaat uit hyaline, ballonvormige cellen. De onderste rij heeft duidelijk verdikte celwanden, waardoor de soort gemakkelijk te onderscheiden is van andere Riccia-soorten. De soort is monoecie. Er worden talrijke capsules gevormd die in de thallus zijn ingebed en donker doorschijnen aan de bovenzijde. De sporen komen pas vrij bij het verval van het omringende weefsel. Ze zijn donkerbruin met een diameter van 75 tot 100 μm. Aan de buitenkant liggen 7 tot 10 velden langs de diameter. Deze zijn elk 8 tot 12 μm groot en hebben haakvormige papillen op de hoeken. Aan de binnenkant liggen onregelmatige richels.

## Ecologie
Klein landvorkje is een pioniersoort op matig vochtige, lichte tot halfbeschaduwde, zure tot neutrale, voedselrijke standplaatsen; het meest op humusarme, minerale zand-, leem- en kleigrond van braakliggende akkers, moestuinen, kwekerijen en plantsoenen, ook veel op beek-, sloot- en greppelkanten, aan oevers van vijvers, poelen en plassen, op paden en steilkanten in open bossen, voorts op begraafplaatsen, tussen plaveisel en in open ruderale terreinen. 

## Verspreiding
In Nederland komt is klein landvorkje vrij algemeen. De soort is niet bedreigd en staat niet op de rode lijst. Klein landvorkje komt vooral voor op de zandgronden, en wordt ook wel gevonden in stedelijk gebied. Waarschijnlijk is de soort talrijker dan het kaartje doet vermoeden. Opvallend is de geringe aanwezigheid in de duinen. Op de Waddeneilanden ontbreekt de soort geheel, evenals de meeste andere land- en watervorkjes: alleen zomersponsvorkje en gewoon watervorkje zijn ook van de eilanden bekend. 